# Kasteel Gravenstein
Kasteel Gravenstein (Deens: Gråsten Slot) (Duits:Schloss Gravenstein) is een paleis in het Deense stadje Gråsten (Duits:Gravenstein). Het paleis dient als zomerresidentie voor het Deens koninklijk huis. Het kasteel ligt aan de Flensburger Fjord op het schiereiland Sundeved (Duits:Sundewitt). Tevens ligt het kasteel in de nabijheid van het eiland Als (Duits: Alsen) en de stad Sønderborg / Sonderburg. De oorspronkelijke  naam van het jachtslot was Grauwensteen en de Deense naam is hier ook op gebaseerd, later werd de naam veranderd naar Gravenstein.
In het paleis bevindt zich een slotkapel.Het paleis staat bekend om haar koninklijke bongerd, waar het appelras Gravensteiner wordt gekweekt. Deze appel met een bijzonder sterke geur werd vroeger zeer gewaardeerd in Noord-Duitsland, Denemarken en Scandinavië.

## Geschiedenis
Het paleis stamt uit 1648 en werd in de eerste plaats als Jachtslot gebouwd en tussen 1700-1707 voor de stadhouder Carl von Ahlefeldt van Hertogdom Sleeswijk en Holstein in stijl van de Barok verbouwd. Het kasteel was onderdeel van de landgoederen van de familie Seegaard-Gravenstein. In 1725 kocht Hertog Christiaan August van Sleeswijk-Holstein-Augustenburg het kasteel. Zijn kleinzoon Christiaan August II werd uit Denemarken verbannen en verloor zijn goederen waaronder dit landgoed aan de Deense staat, omdat hij bij de Eerste Duits-Deense Oorlog (1848-1851) de kant van de verliezers koos, de Pruisen.
Het kasteel was tussen 1852 en 1864   Deense staatsbezit. Na het verlies van de Denen in de Tweede Duits-Deense Oorlog in 1864 en het kasteel in de Noord-Duitse bond kwam te liggen, werd hij wederom privébezit en kocht Graaf Gotlob Moltke Huitfeldt en werd het kasteel door diverse privéeigenaren bewoond, tot dat Noord-Sleeswijk in 1920 weer Deens werd en wederom in staatsbezit kwam. Sinds 1935 werd het kasteel de Zomerresidentie van de Koningen van Denemarken, maar blijft het staatsbezit.

## Afbeeldingen

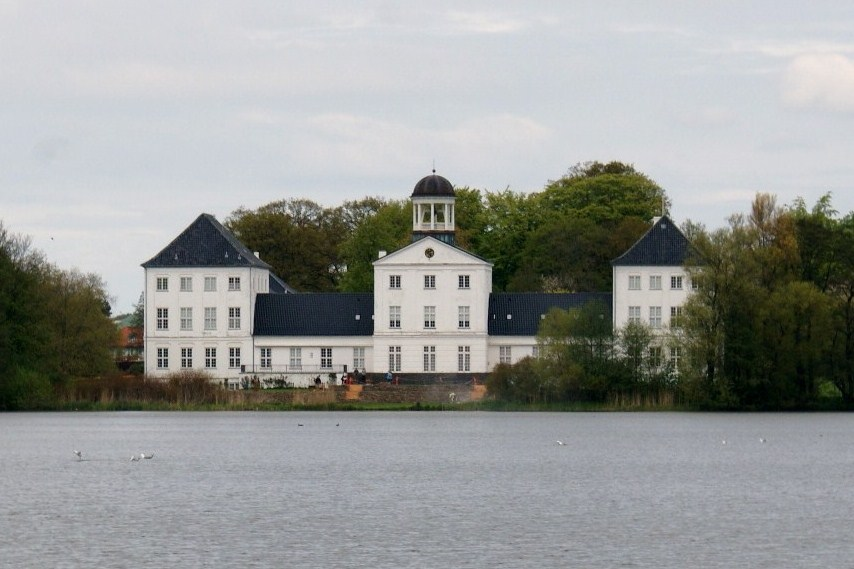
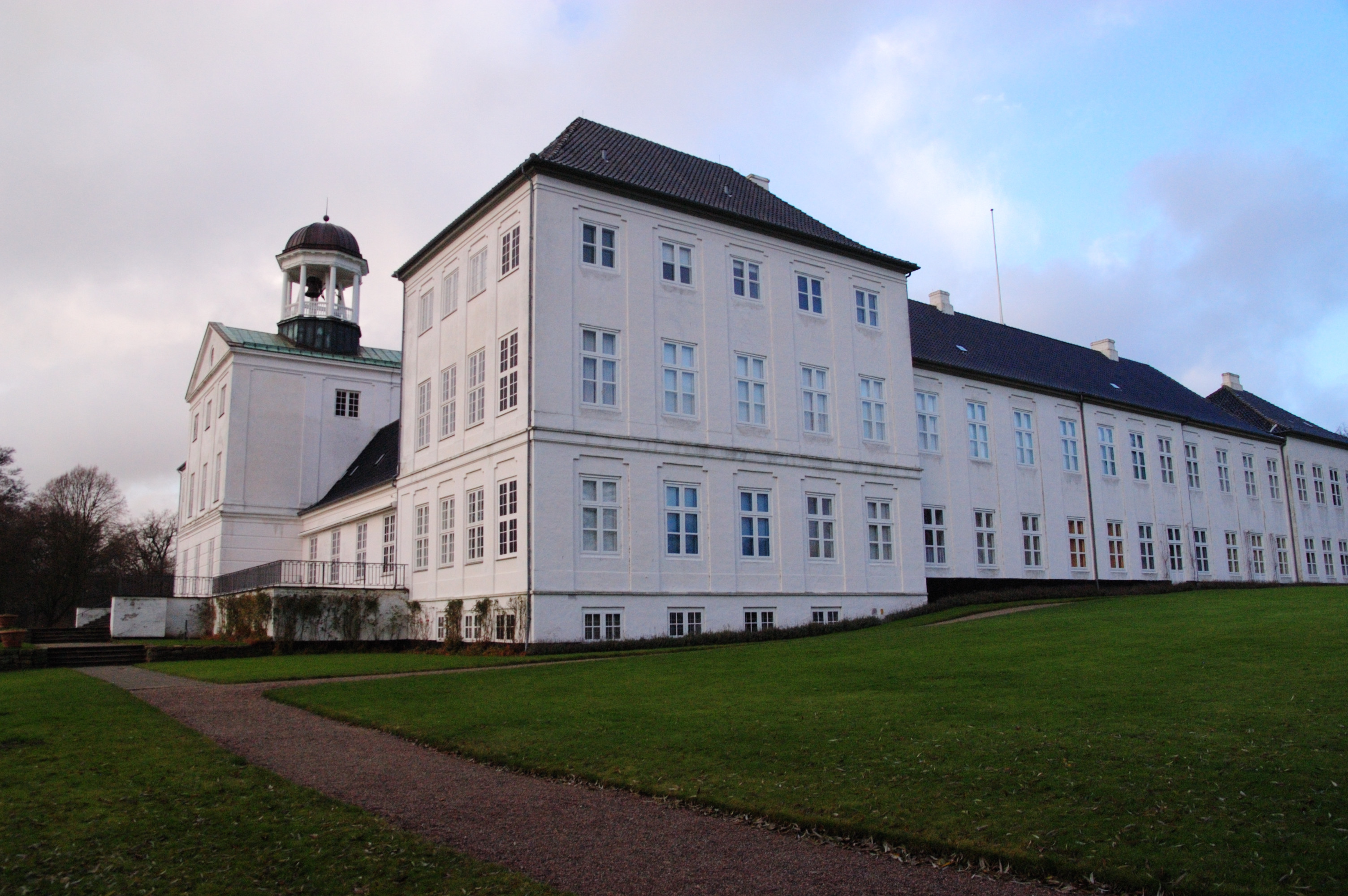
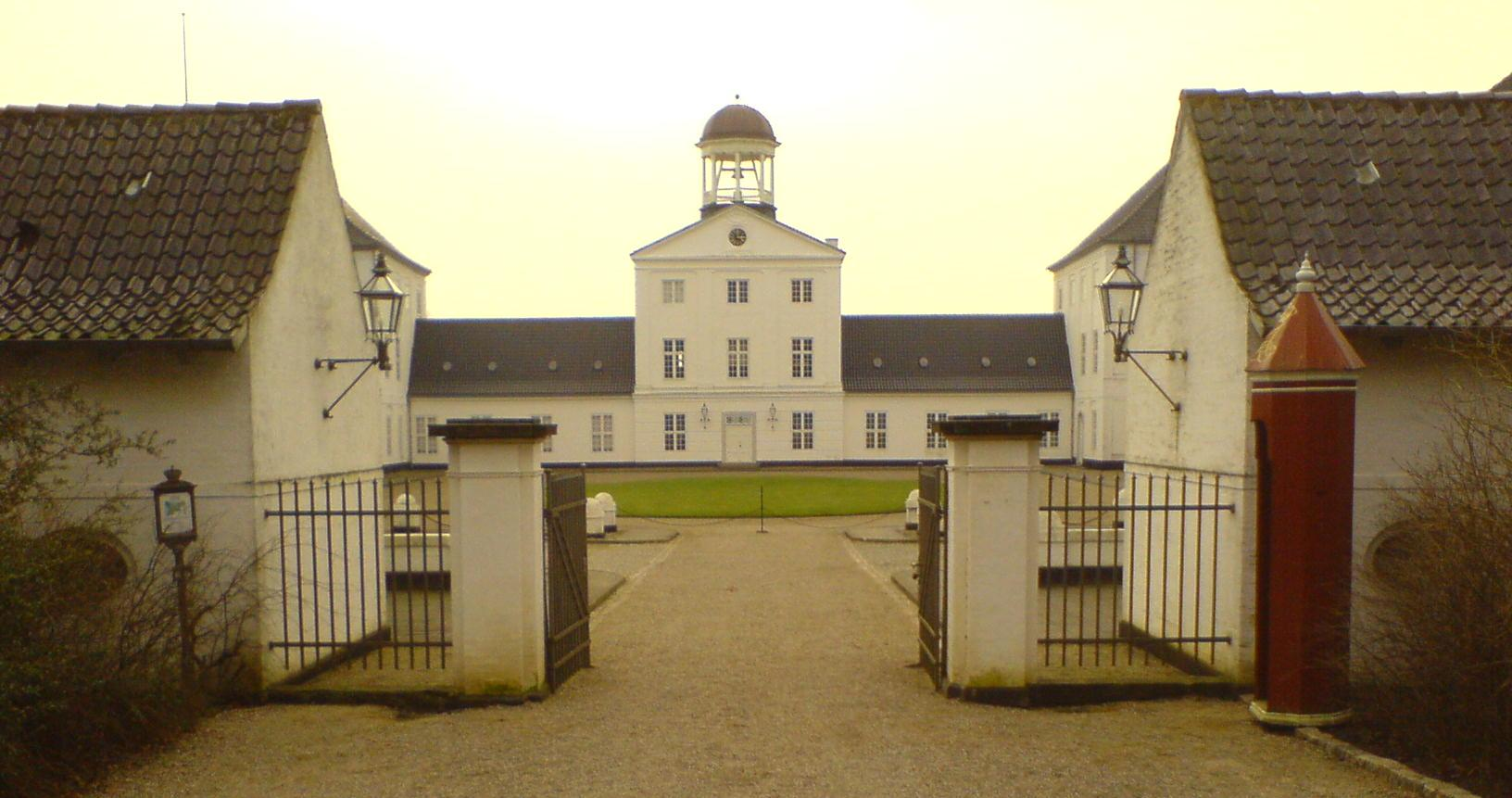
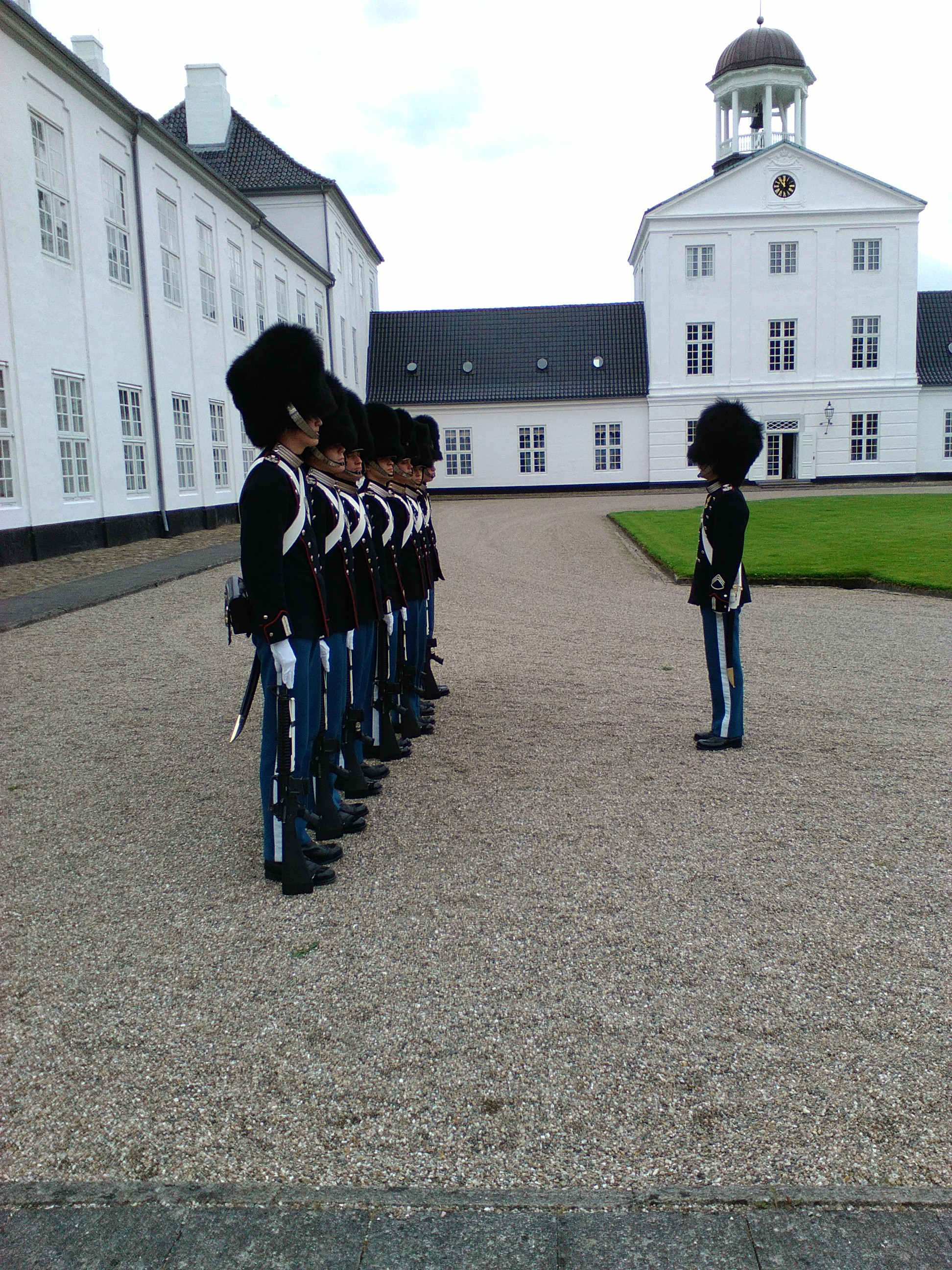
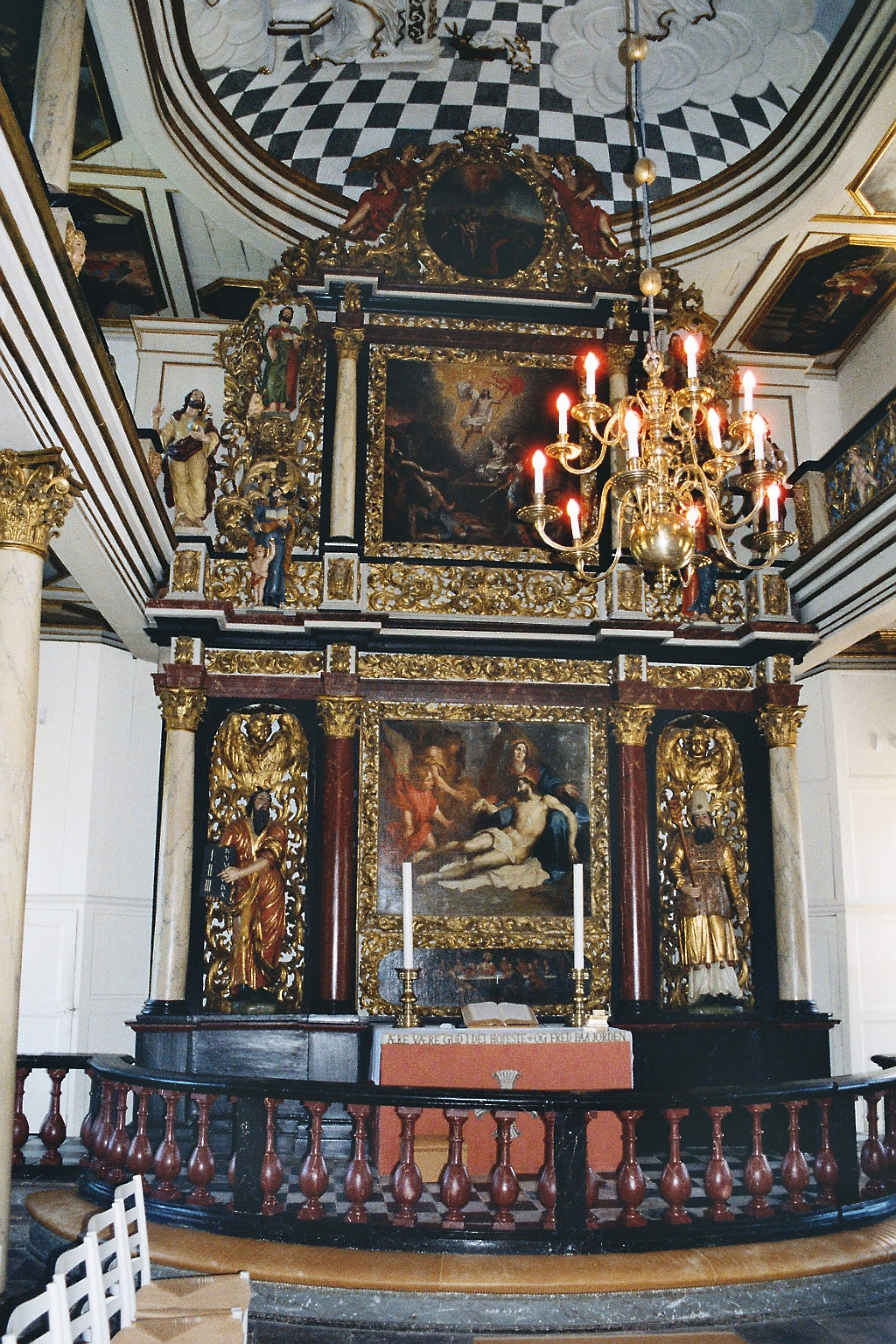
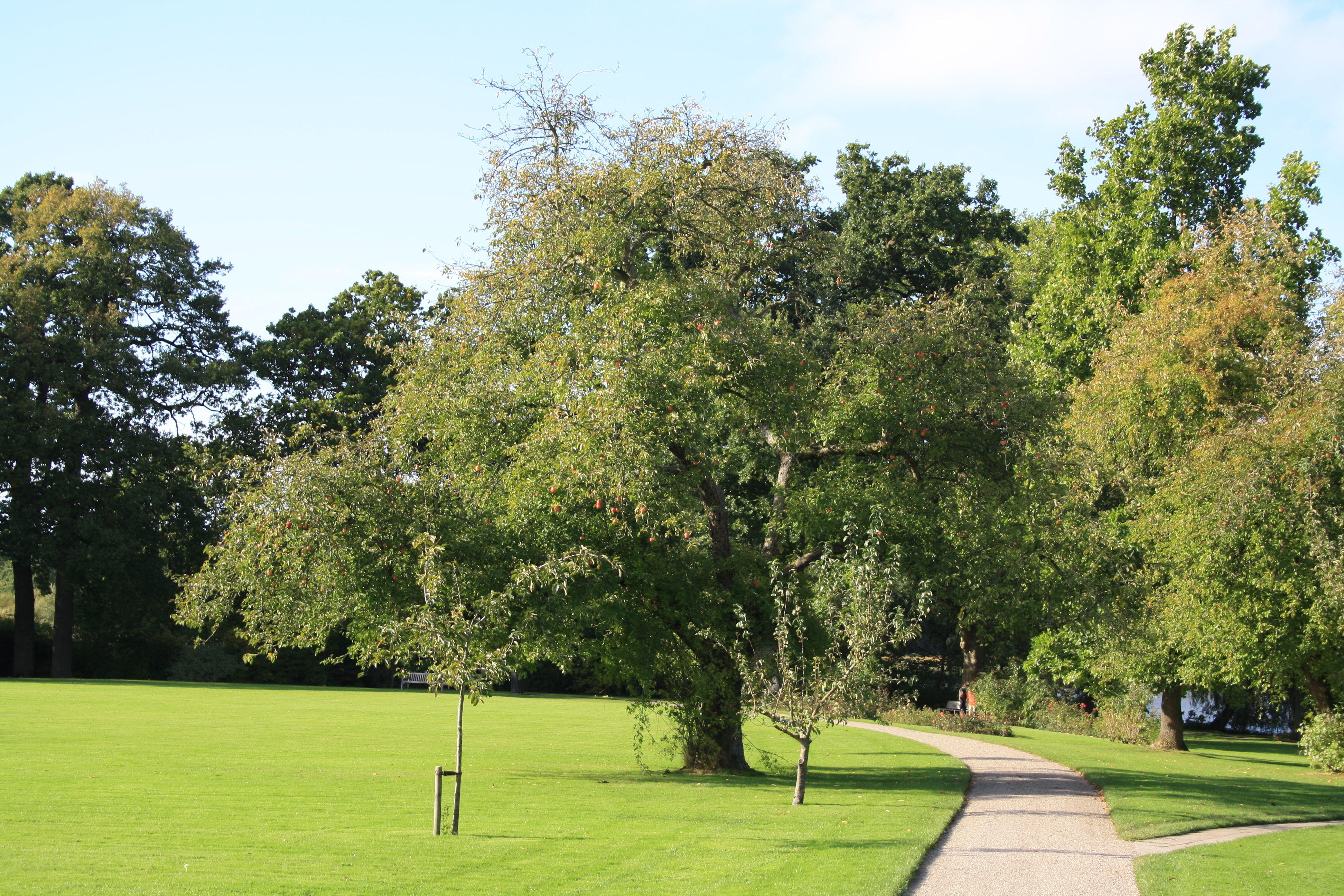
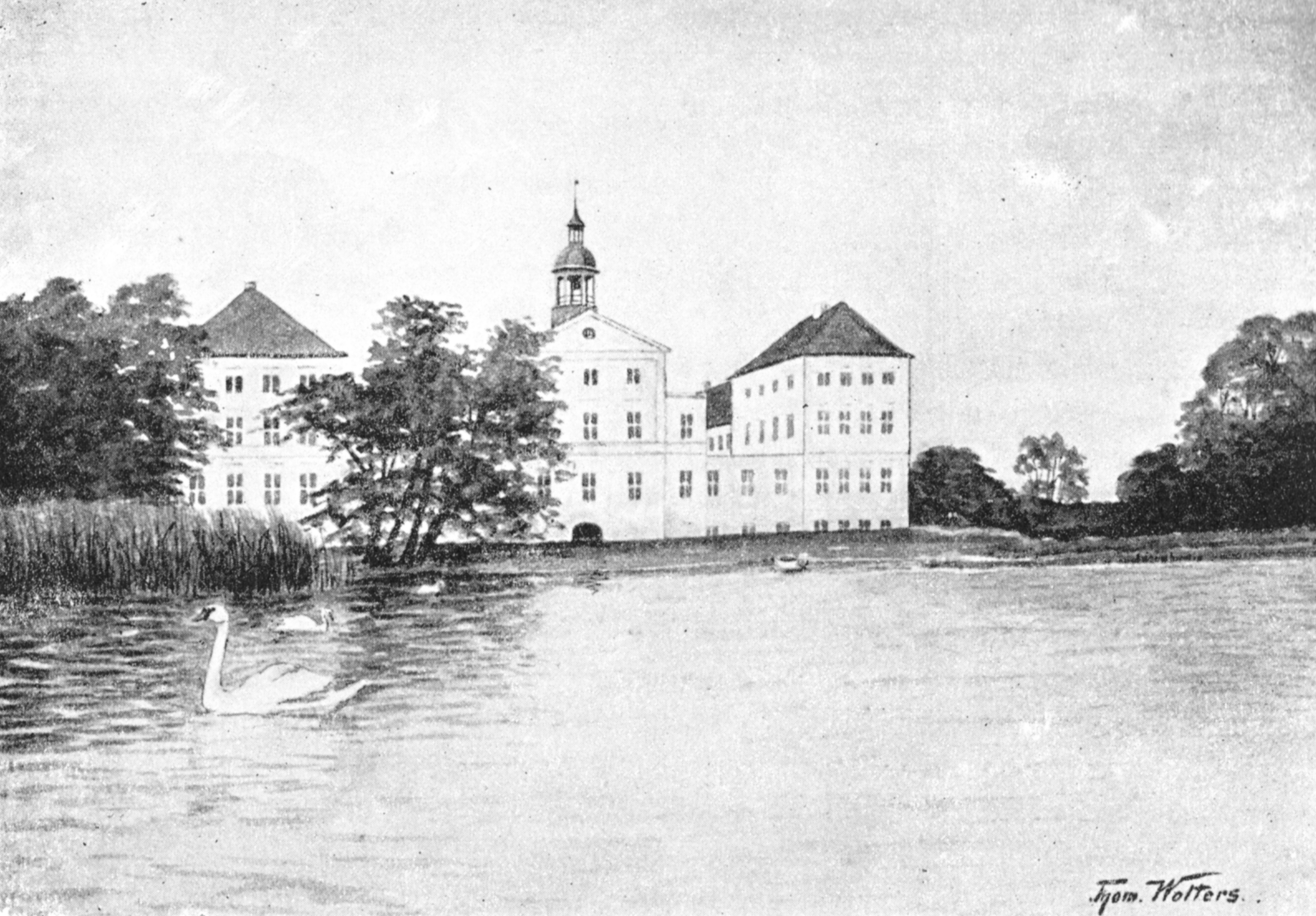